# 薩摩布計站
薩摩布計站（日语：〔〕／ Satsuma-Fuke eki */?）是一個位於鹿兒島縣大口市山野（現時為伊佐市大口山野）的九州旅客鐵道（JR九州）山野線車站。在1988年（昭和63年）2月1日與山野線一同停用。

## 停用前車站結構
- 有一個單式月台1面1線。
- 無人站。
- 曾經有一個站舍，在成為無人站後便除去。另外有一個候車室。

## 歷史
- 1935年（昭和10年）12月20日：開始營業[1]。
- 1961年（昭和36年）10月23日：車站貨物起卸服務停止[1]。
- 1962年（昭和37年）10月18日：交換設備停用。
- 1965年（昭和40年）2月1日：車站成為無人站[2]。
- 1987年（昭和62年）4月1日：因國鐵分割民營化，本站成為九州旅客鐵道的車站[1]。
- 1988年（昭和63年）2月1日：與山野線一同停用[1]。

## 車站周邊
- 布計礦山

## 相鄰車站
九州旅客鐵道
山野線
久木野－薩摩布計－西山野

## 注腳
1. 1 2 3 4  石野哲（編）.  初版. JTB. 1998-10-01: 705. ISBN 978-4-533-02980-6 （日语）.
2. ↑  . 鐵道公報（日语：鉄道公報） (日本國有鐵道總裁室文書課). 1965-10-13: 6 （日语）.

## 相關項目
- 日本鐵路車站列表